# Muhammad Mustafa Salah ad-Din
Muhammad Mustafa Ali asz-Szami Salah ad-Din, Mohamed Mostafa Aly Elshamy Salaheldin (arab. محمد مصطفى علي الشامي صلاح الدين; ur.1 lutego 2003) – egipski zapaśnik walczący w stylu wolnym. Złoty medalista mistrzostw Afryki w 2024. Mistrz Afryki juniorów w 2022 i 2023, a także wśród kadetów w 2020 roku.